# Classe Petya
La classe Petya est le code OTAN pour une classe de frégates légères construites dans les années 1960 pour la Marine soviétique. Leur désignation soviétique était Projet 159. Certaines unités ont été vendues à l'exportation (Azerbaïdjan, Viêt Nam, Éthiopie, Syrie). Un total de 54 navires ont été construits, dont la majorité ont été retirés du service actif au début des années 1990.

## Galerie

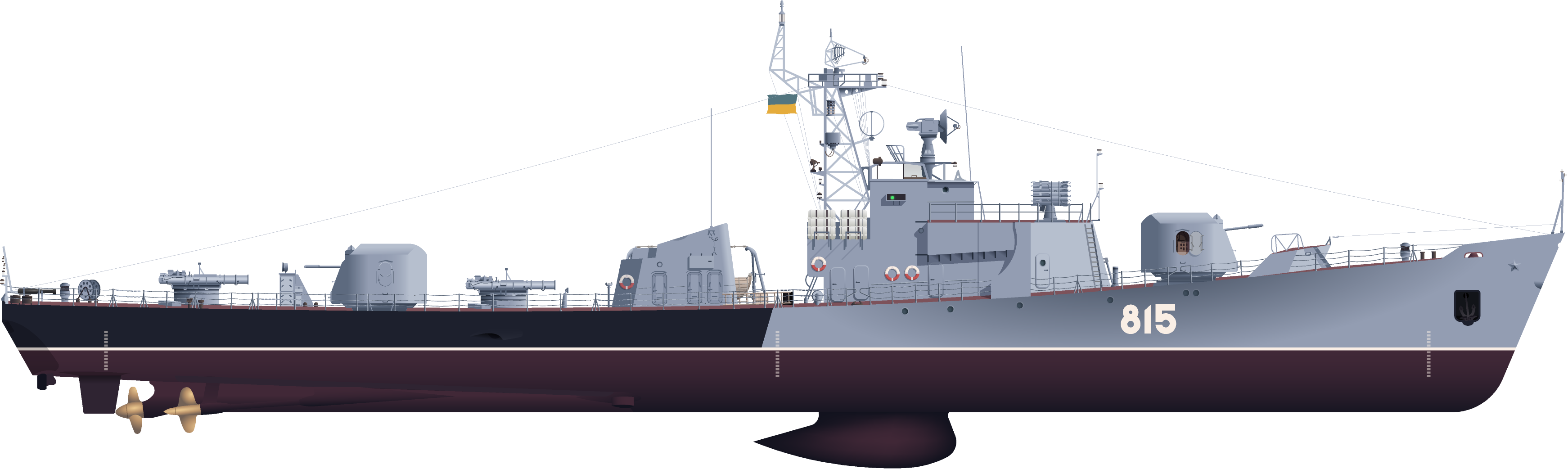
Ukrainien SKR-112 20 juillet 1992

## Variantes

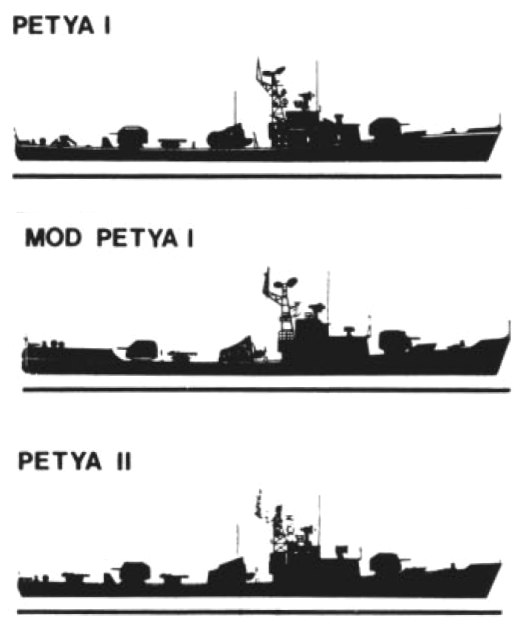
Profil des différentes variantes.

- Petya I
- Petya I Mod
- Petya II